# Mahamadou Diarra
Mahamadou Diarra (in arabo  محمدو ديارا‎?; Bamako, 18 maggio 1981) è un ex calciatore maliano, di ruolo centrocampista.

## Carriera

### Club
A meno di dodici anni, nel gennaio 1993, insieme all'amico Koli Kanté entra nel settore giovanile del Centre Salif Keita di Bamako. Nel 1996, a 17 anni, ottiene un provino dall'OFI Creta, club di seconda divisione greca. Si trasferisce quindi a giocare in Grecia per la stagione 1998-1999 (21 presenze, 2 gol); nell'estate 1999, vestendo la divisa della Nazionale maliana Under-20, raggiunge il terzo posto ai Mondiali di categoria disputati in Nigeria.
Nella stessa estate 1999 passa al Vitesse, club olandese guidato da Ronald Koeman, con cui gioca per tre stagioni, dal 1999-2000 al 2001-2002, totalizzando 69 partite e 9 gol. Nel febbraio 2002 è semifinalista e miglior giovane della Coppa d'Africa.
Grazie a questi risultati, suscita l'interesse del Lione, che nell'estate 2002 lo paga 3,8 milioni di euro. Al Lione diventa uno dei pilastri del centrocampo, copre le avanzate di Juninho Pernambucano e di Essien, e in 4 anni vince 4 campionati francesi e per due volte (2002-2003, 2004-2005) è il miglior giocatore della Ligue 1, per un totale di 119 partite e 7 gol.
Il Real Madrid, sotto la guida di Fabio Capello, lo acquista per 26 milioni di euro. Alla prima stagione con i blancos conquista il titolo spagnolo, anche grazie a un suo gol che risulterà decisivo contro il Mallorca all'ultima giornata.
Il 27 gennaio 2011 viene ufficializzato il suo trasferimento a titolo definitivo al Monaco, nel massimo campionato francese., ma dopo soli sei mesi abbandona il club francese, appena retrocesso.
Rimasto svincolato si aggrega alla squadra del Lione senza entrare in organico. Il 27 febbraio 2012, dopo essere stato svincolato da giugno, raggiunge un accordo con il Fulham fino a fine stagione con un'opzione anche per la successiva. Esordisce con la nuova maglia il 4 marzo 2012, nella vittoria dei Cottagers per 5-0 contro il Wolverhampton. Il 7 aprile seguente realizza il primo gol in Premier League, nella vittoria contro il Bolton.
Nell'estate 2016 gioca il precampionato con il Brentford, ma nonostante il buon feeling instaurato con società, squadra e gli elogi da parte del tecnico Dean Smith, decide di non prolungare il suo rapporto con il club.

## Statistiche

### Presenze e reti nei club
Statistiche aggiornate al 3 maggio 2014.
| Stagione           | Club               | Campionato         | Campionato | Campionato | Coppe nazionali | Coppe nazionali | Coppe nazionali | Coppe continentali | Coppe continentali | Coppe continentali | Altre coppe | Altre coppe | Altre coppe | Totale | Totale |
| Stagione           | Club               | Comp               | Pres       | Reti       | Comp            | Pres            | Reti            | Comp               | Pres               | Reti               | Comp        | Pres        | Reti        | Pres   | Reti   |
| ------------------ | ------------------ | ------------------ | ---------- | ---------- | --------------- | --------------- | --------------- | ------------------ | ------------------ | ------------------ | ----------- | ----------- | ----------- | ------ | ------ |
| 2002-2003          | O. Lione           | L1                 | 28         | 1          | CF+CdL          | 1+2             | 0               | UCL+CU             | 5+2                | 0                  | SF          | 1           | 0           | 39     | 1      |
| 2003-2004          | O. Lione           | L1                 | 27         | 1          | CF+CdL          | 0               | 0               | UCL                | 10                 | 0                  | SF          | 1           | 1           | 38     | 2      |
| 2004-2005          | O. Lione           | L1                 | 33         | 2          | CF+CdL          | 3+1             | 1+0             | UCL                | 9                  | 2                  | SF          | 0           | 0           | 46     | 5      |
| 2005-2006          | O. Lione           | L1                 | 31         | 3          | CF+CdL          | 2+1             | 1+0             | UCL                | 9                  | 2                  | SF          | 1           | 0           | 44     | 6      |
| ago. 2006          | O. Lione           | L1                 | 2          | 0          | CF+CdL          | 0               | 0               | UCL                | 0                  | 0                  | SF          | 1           | 0           | 3      | 0      |
| Totale O. Lione    | Totale O. Lione    | Totale O. Lione    | 121        | 7          |                 | 10              | 2               |                    | 35                 | 4                  |             | 4           | 1           | 170    | 14     |
| ago. 2006-2007     | Real Madrid        | PD                 | 33         | 3          | CR              | 4               | 0               | UCL                | 7                  | 1                  | -           | -           | -           | 44     | 4      |
| 2007-2008          | Real Madrid        | PD                 | 30         | 0          | CR              | 0               | 0               | UCL                | 6                  | 0                  | SS          | 2           | 0           | 38     | 0      |
| 2008-2009          | Real Madrid        | PD                 | 9          | 0          | CR              | 1               | 0               | UCL                | 3                  | 0                  | SS          | 2           | 0           | 15     | 0      |
| 2009-2010          | Real Madrid        | PD                 | 15         | 0          | CR              | 2               | 0               | UCL                | 3                  | 0                  | -           | -           | -           | 20     | 0      |
| 2010-gen. 2011     | Real Madrid        | PD                 | 3          | 0          | CR              | 3               | 0               | UCL                | 2                  | 0                  | -           | -           | -           | 7      | 0      |
| Totale Real Madrid | Totale Real Madrid | Totale Real Madrid | 90         | 3          |                 | 10              | 0               |                    | 21                 | 1                  |             | 4           | 0           | 125    | 4      |
| gen.-giu. 2011     | Monaco             | L1                 | 9          | 0          | CF+CdL          | -               | -               | -                  | -                  | -                  | -           | -           | -           | 9      | 0      |
| feb.-giu. 2012     | Fulham             | PL                 | 11         | 1          | FACup+CdL       | -               | -               | UEL                | -                  | -                  | -           | -           | -           | 11     | 1      |
| 2012-2013          | Fulham             | PL                 | 8          | 0          | FACup+CdL       | 0               | 0               | -                  | -                  | -                  | -           | -           | -           | 8      | 0      |
| 2013-2014          | Fulham             | PL                 | 4          | 0          | FACup+CdL       | 0               | 0               | -                  | -                  | -                  | -           | -           | -           | 4      | 0      |
| Totale Fulham      | Totale Fulham      | Totale Fulham      | 23         | 1          |                 | 0               | 0               |                    | -                  | -                  |             | -           | -           | 23     | 1      |
| Totale carriera    | Totale carriera    | Totale carriera    | 243        | 11         |                 | 20              | 2               |                    | 56                 | 5                  |             | 8           | 1           | 327    | 19     |

### Cronologia presenze e reti in nazionale
| Cronologia completa delle presenze e delle reti in nazionale ― Mali | Cronologia completa delle presenze e delle reti in nazionale ― Mali | Cronologia completa delle presenze e delle reti in nazionale ― Mali | Cronologia completa delle presenze e delle reti in nazionale ― Mali | Cronologia completa delle presenze e delle reti in nazionale ― Mali | Cronologia completa delle presenze e delle reti in nazionale ― Mali | Cronologia completa delle presenze e delle reti in nazionale ― Mali | Cronologia completa delle presenze e delle reti in nazionale ― Mali |
| Data                                                                | Città                                                               | In casa                                                             | Risultato                                                           | Ospiti                                                              | Competizione                                                        | Reti                                                                | Note                                                                |
| ------------------------------------------------------------------- | ------------------------------------------------------------------- | ------------------------------------------------------------------- | ------------------------------------------------------------------- | ------------------------------------------------------------------- | ------------------------------------------------------------------- | ------------------------------------------------------------------- | ------------------------------------------------------------------- |
| 29-1-1998                                                           | Lomé                                                                | Togo                                                                | 2 – 1                                                               | Mali                                                                | Amichevole                                                          | -                                                                   | Uscita                                                              |
| 1-2-1998                                                            | Lomé                                                                | Togo                                                                | 0 – 4                                                               | Mali                                                                | Amichevole                                                          | -                                                                   |                                                                     |
| 6-6-1999                                                            | Bamako                                                              | Mali                                                                | 3 – 1                                                               | Rep. del Congo                                                      | Amichevole                                                          | -                                                                   |                                                                     |
| 9-4-2000                                                            | Tripoli                                                             | Libia                                                               | 3 – 0                                                               | Mali                                                                | Qual. Mondiali 2002                                                 | -                                                                   |                                                                     |
| 23-4-2000                                                           | Bamako                                                              | Mali                                                                | 3 – 1                                                               | Libia                                                               | Qual. Mondiali 2002                                                 | -                                                                   |                                                                     |
| 14-10-2001                                                          | Bamako                                                              | Mali                                                                | 2 – 1                                                               | Marocco                                                             | Amichevole                                                          | -                                                                   | 65’                                                                 |
| 25-12-2001                                                          | Mopti                                                               | Mali                                                                | 1 – 1                                                               | Ghana                                                               | Amichevole                                                          | -                                                                   | 65’                                                                 |
| 28-12-2001                                                          | Ségou                                                               | Mali                                                                | 2 – 1                                                               | Burkina Faso                                                        | Amichevole                                                          | -                                                                   | 77’                                                                 |
| 6-1-2002                                                            | Ismailia                                                            | Egitto                                                              | 1 – 2                                                               | Mali                                                                | Amichevole                                                          | 2                                                                   | 55’                                                                 |
| 10-1-2002                                                           | Ismailia                                                            | Mali                                                                | 1 – 1                                                               | Zambia                                                              | Amichevole                                                          | -                                                                   |                                                                     |
| 19-1-2002                                                           | Bamako                                                              | Mali                                                                | 1 – 1                                                               | Liberia                                                             | Coppa d'Africa 2002 - 1º turno                                      | -                                                                   |                                                                     |
| 24-1-2002                                                           | Bamako                                                              | Mali                                                                | 0 – 0                                                               | Nigeria                                                             | Coppa d'Africa 2002 - 1º turno                                      | -                                                                   |                                                                     |
| 28-1-2002                                                           | Bamako                                                              | Mali                                                                | 2 – 0                                                               | Algeria                                                             | Coppa d'Africa 2002 - 1º turno                                      | -                                                                   |                                                                     |
| 3-2-2002                                                            | Kayes                                                               | Sudafrica                                                           | 0 – 2                                                               | Mali                                                                | Coppa d'Africa 2002 - Quarti di finale                              | -                                                                   |                                                                     |
| 7-2-2002                                                            | Bamako                                                              | Mali                                                                | 0 – 3                                                               | Camerun                                                             | Coppa d'Africa 2002 - Semifinale                                    | -                                                                   |                                                                     |
| 9-2-2002                                                            | Mopti                                                               | Nigeria                                                             | 1 – 0                                                               | Mali                                                                | Coppa d'Africa 2002 - Finale 3º posto                               | -                                                                   |                                                                     |
| 8-9-2002                                                            | Harare                                                              | Zimbabwe                                                            | 1 – 0                                                               | Mali                                                                | Qual. Coppa d'Africa 2004                                           | -                                                                   |                                                                     |
| 13-10-2002                                                          | Bamako                                                              | Mali                                                                | 3 – 0                                                               | Seychelles                                                          | Qual. Coppa d'Africa 2004                                           | -                                                                   |                                                                     |
| 20-11-2002                                                          | Rabat                                                               | Marocco                                                             | 1 – 3                                                               | Mali                                                                | Amichevole                                                          | -                                                                   |                                                                     |
| 12-2-2003                                                           | Tolone                                                              | Mali                                                                | 1 – 0                                                               | Guinea                                                              | Amichevole                                                          | -                                                                   |                                                                     |
| 30-3-2003                                                           | Asmara                                                              | Eritrea                                                             | 0 – 2                                                               | Mali                                                                | Qual. Coppa d'Africa 2004                                           | -                                                                   | 39’                                                                 |
| 27-4-2003                                                           | Parigi                                                              | Madagascar                                                          | 0 – 2                                                               | Mali                                                                | Amichevole                                                          | -                                                                   |                                                                     |
| 7-6-2003                                                            | Bamako                                                              | Mali                                                                | 1 – 0                                                               | Eritrea                                                             | Qual. Coppa d'Africa 2004                                           | -                                                                   |                                                                     |
| 22-6-2003                                                           | Bamako                                                              | Mali                                                                | 0 – 0                                                               | Zimbabwe                                                            | Qual. Coppa d'Africa 2004                                           | -                                                                   |                                                                     |
| 5-7-2003                                                            | Roche Caiman                                                        | Seychelles                                                          | 0 – 2                                                               | Mali                                                                | Qual. Coppa d'Africa 2004                                           | -                                                                   |                                                                     |
| 10-10-2003                                                          | Bissau                                                              | Guinea-Bissau                                                       | 1 – 2                                                               | Mali                                                                | Qual. Coppa d'Africa 2004                                           | -                                                                   | 57’ 79’                                                             |
| 14-11-2003                                                          | Bamako                                                              | Mali                                                                | 2 – 0                                                               | Guinea-Bissau                                                       | Qual. Coppa d'Africa 2004                                           | -                                                                   | 73’                                                                 |
| 26-1-2004                                                           | Biserta                                                             | Kenya                                                               | 1 – 3                                                               | Mali                                                                | Coppa d'Africa 2004 - 1º turno                                      | -                                                                   |                                                                     |
| 30-1-2004                                                           | Tunisi                                                              | Burkina Faso                                                        | 1 – 3                                                               | Mali                                                                | Coppa d'Africa 2004 - 1º turno                                      | 1                                                                   |                                                                     |
| 2-2-2004                                                            | Tunisi                                                              | Senegal                                                             | 1 – 1                                                               | Mali                                                                | Coppa d'Africa 2004 - 1º turno                                      | -                                                                   |                                                                     |
| 7-2-2004                                                            | Tunisi                                                              | Mali                                                                | 2 – 1                                                               | Guinea                                                              | Coppa d'Africa 2004 - Quarti di finale                              | 1                                                                   |                                                                     |
| 11-2-2004                                                           | Susa                                                                | Marocco                                                             | 4 – 0                                                               | Mali                                                                | Coppa d'Africa 2004 - Semifinale                                    | -                                                                   | 22’                                                                 |
| 13-2-2004                                                           | Monastir                                                            | Nigeria                                                             | 2 – 1                                                               | Mali                                                                | Coppa d'Africa 2004 - Finale 3º posto                               | -                                                                   |                                                                     |
| 28-4-2004                                                           | Sfax                                                                | Tunisia                                                             | 1 – 0                                                               | Mali                                                                | Amichevole                                                          | -                                                                   | 58’                                                                 |
| 19-6-2004                                                           | Bamako                                                              | Mali                                                                | 1 – 1                                                               | Zambia                                                              | Qual. Mondiali 2006                                                 | -                                                                   |                                                                     |
| 4-7-2004                                                            | Brazzaville                                                         | Rep. del Congo                                                      | 1 – 0                                                               | Mali                                                                | Qual. Mondiali 2006                                                 | -                                                                   | 53’                                                                 |
| 10-10-2004                                                          | Lomé                                                                | Togo                                                                | 1 – 0                                                               | Mali                                                                | Qual. Mondiali 2006                                                 | -                                                                   |                                                                     |
| 27-3-2005                                                           | Bamako                                                              | Mali                                                                | 1 – 2                                                               | Togo                                                                | Qual. Mondiali 2006                                                 | -                                                                   |                                                                     |
| 5-6-2005                                                            | Ségou                                                               | Mali                                                                | 4 – 1                                                               | Liberia                                                             | Qual. Mondiali 2006                                                 | 1                                                                   | 81’                                                                 |
| 18-6-2005                                                           | Chililabombwe                                                       | Zambia                                                              | 2 – 1                                                               | Mali                                                                | Qual. Mondiali 2006                                                 | -                                                                   | 57’                                                                 |
| 16-8-2006                                                           | Narbonne                                                            | Tunisia                                                             | 0 – 1                                                               | Mali                                                                | Amichevole                                                          | -                                                                   | 80’                                                                 |
| 14-11-2006                                                          | La Courneuve                                                        | Mali                                                                | 1 – 0                                                               | Rep. del Congo                                                      | Amichevole                                                          | -                                                                   |                                                                     |
| 6-2-2007                                                            | La Courneuve                                                        | Lituania                                                            | 1 – 3                                                               | Mali                                                                | Amichevole                                                          | 1                                                                   |                                                                     |
| 25-3-2007                                                           | Bamako                                                              | Mali                                                                | 1 – 1                                                               | Benin                                                               | Qual. Coppa d'Africa 2008                                           | -                                                                   |                                                                     |
| 3-6-2007                                                            | Porto Novo                                                          | Benin                                                               | 0 – 0                                                               | Mali                                                                | Qual. Coppa d'Africa 2008                                           | -                                                                   |                                                                     |
| 22-8-2007                                                           | Parigi                                                              | Mali                                                                | 3 – 2                                                               | Burkina Faso                                                        | Amichevole                                                          | -                                                                   |                                                                     |
| 12-10-2007                                                          | Lomé                                                                | Togo                                                                | 0 – 2                                                               | Mali                                                                | Qual. Coppa d'Africa 2008                                           | -                                                                   |                                                                     |
| 17-11-2007                                                          | Évry                                                                | Senegal                                                             | 3 – 2                                                               | Mali                                                                | Amichevole                                                          | -                                                                   |                                                                     |
| 20-11-2007                                                          | Orano                                                               | Algeria                                                             | 3 – 2                                                               | Mali                                                                | Amichevole                                                          | -                                                                   |                                                                     |
| 10-1-2008                                                           | Abu Dhabi                                                           | Egitto                                                              | 1 – 0                                                               | Mali                                                                | Amichevole                                                          | -                                                                   | Ingresso                                                            |
| 21-1-2008                                                           | Sekondi-Takoradi                                                    | Benin                                                               | 0 – 1                                                               | Mali                                                                | Coppa d'Africa 2008 - 1º turno                                      | -                                                                   | 22’                                                                 |
| 25-1-2008                                                           | Sekondi-Takoradi                                                    | Nigeria                                                             | 0 – 0                                                               | Mali                                                                | Coppa d'Africa 2008 - 1º turno                                      | -                                                                   | 86’                                                                 |
| 1-6-2008                                                            | Bamako                                                              | Mali                                                                | 4 – 2                                                               | Rep. del Congo                                                      | Amichevole                                                          | -                                                                   |                                                                     |
| 7-6-2008                                                            | N'Djamena                                                           | Ciad                                                                | 1 – 2                                                               | Mali                                                                | Qual. Mondiali 2010                                                 | -                                                                   | 79’                                                                 |
| 14-6-2008                                                           | Khartum                                                             | Sudan                                                               | 3 – 2                                                               | Mali                                                                | Qual. Mondiali 2010                                                 | -                                                                   |                                                                     |
| 22-6-2008                                                           | Bamako                                                              | Mali                                                                | 3 – 0                                                               | Sudan                                                               | Qual. Mondiali 2010                                                 | -                                                                   |                                                                     |
| 7-9-2008                                                            | Brazzaville                                                         | Rep. del Congo                                                      | 1 – 0                                                               | Mali                                                                | Qual. Mondiali 2010                                                 | -                                                                   |                                                                     |
| 11-10-2008                                                          | Bamako                                                              | Mali                                                                | 2 – 1                                                               | Ciad                                                                | Qual. Mondiali 2010                                                 | -                                                                   | 28’                                                                 |
| 11-10-2009                                                          | Bamako                                                              | Mali                                                                | 1 – 0                                                               | Sudan                                                               | Qual. Mondiali 2010                                                 | -                                                                   | 36’                                                                 |
| 27-12-2009                                                          | Doha                                                                | Corea del Nord                                                      | 1 – 0                                                               | Mali                                                                | Amichevole                                                          | -                                                                   |                                                                     |
| 30-12-2009                                                          | Doha                                                                | Iran                                                                | 1 – 1                                                               | Mali                                                                | Amichevole                                                          | -                                                                   |                                                                     |
| 2-1-2010                                                            | Dubai                                                               | Qatar                                                               | 0 – 0                                                               | Mali                                                                | Amichevole                                                          | -                                                                   |                                                                     |
| 4-1-2010                                                            | Dubai                                                               | Egitto                                                              | 1 – 0                                                               | Mali                                                                | Amichevole                                                          | -                                                                   | Ammonizione                                                         |
| 10-1-2010                                                           | Luanda                                                              | Angola                                                              | 4 – 4                                                               | Mali                                                                | Coppa d'Africa 2010 - 1º turno                                      | -                                                                   | 76’                                                                 |
| 14-1-2010                                                           | Luanda                                                              | Mali                                                                | 0 – 1                                                               | Algeria                                                             | Coppa d'Africa 2010 - 1º turno                                      | -                                                                   | 58’                                                                 |
| 4-9-2010                                                            | Praia                                                               | Capo Verde                                                          | 1 – 0                                                               | Mali                                                                | Qual. Coppa d'Africa 2012                                           | -                                                                   |                                                                     |
| 9-10-2010                                                           | Bamako                                                              | Mali                                                                | 2 – 1                                                               | Liberia                                                             | Qual. Coppa d'Africa 2012                                           | -                                                                   |                                                                     |
| 17-11-2010                                                          | Évreux                                                              | Mali                                                                | 3 – 1                                                               | RD del Congo                                                        | Amichevole                                                          | -                                                                   | 46’                                                                 |
| 8-2-2011                                                            | Valencia                                                            | Costa d'Avorio                                                      | 1 – 0                                                               | Mali                                                                | Amichevole                                                          | -                                                                   |                                                                     |
| 26-3-2011                                                           | Bamako                                                              | Mali                                                                | 1 – 0                                                               | Zimbabwe                                                            | Qual. Coppa d'Africa 2012                                           | -                                                                   |                                                                     |
| 5-6-2011                                                            | Harare                                                              | Zimbabwe                                                            | 2 – 1                                                               | Mali                                                                | Qual. Coppa d'Africa 2012                                           | -                                                                   | 63’ 90+3’                                                           |
| 8-9-2012                                                            | Bamako                                                              | Mali                                                                | 3 – 0                                                               | Botswana                                                            | Qual. Coppa d'Africa 2013                                           | -                                                                   | 78’                                                                 |
| Totale                                                              |                                                                     | Presenze (7º posto)                                                 | 72                                                                  |                                                                     | Reti                                                                | 6                                                                   |                                                                     |

## Palmarès

### Club
- Supercoppa francese: 5

Olympique Lione: 2002, 2003, 2004, 2005, 2006
- Campionato francese: 4

Olympique Lione: 2002-2003, 2003-2004, 2004-2005, 2005-2006
- Campionato spagnolo: 2

Real Madrid: 2006-2007, 2007-2008
- Supercoppa di Spagna: 1

Real Madrid: 2008